# جيمس ميلفيل (لاعب كريكت)
جيمس ميلفيل (3 مارس 1936 في المملكة المتحدة - 2 يونيو 2016 في المملكة المتحدة) (بالإنجليزية: James Melville)‏ هو لاعب كريكت بريطاني. لعب مع Kent County Cricket Club ‏.

## وصلات خارجية
- جيمس ميلفيل على موقع إي آس بي آن كريك إنفو (الإنجليزية)